# Herman Watzinger
Herman Watzinger (n. 1916; d. 1986) a fost un inginer și explorator norvegian. Printre altele, el a participat în anul 1947 la Expediția Kon-Tiki, condusă de către Thor Heyerdahl.

## Biografie
Herman Watzinger s-a născut în anul 1916. Era de profesie inginer, specializat în hidrologie și termodinamică. El lucra pentru o firmă norvegiană și se afla într-o călătorie de afaceri în SUA, când l-a întâlnit pe Thor Heyerdahl.
În anul 1947 Haugland a fost invitat de către Heyerdahl să i se alăture în Expediția "Kon Tiki", care a constat în traversarea cu o plută din lemn de balsa a Oceanului Pacific din Peru până în Polinezia. Prin intermediul contactelor sale de la Pentagon, s-a obținut dotarea expediției cu provizii și echipament din partea armetei americane. 
După terminarea expediției, a devenit expert FAO în Peru pe probleme de pescuit și a inițiat câteva afaceri în acest domeniu. Ulterior a fost numit ca director al Departamentului de Pescuit din cadrul centralei FAO de la Roma. A îndeplinit apoi funcția de consul al Norvegiei în Peru.
Herman Watzinger a încetat din viață în anul 1986. 